# Vicino alle stelle
Vicino alle stelle (Man's Castle) è un film del 1933 diretto da Frank Borzage ispirato all'omonimo dramma di Lawrence Hazard.